# Спокій (зупинний пункт)
Спокойствіє — пасажирський залізничний зупинний пункт Криворізької дирекції Придніпровської залізниці на електрифікованій лінії Верхівцеве — Кривий Ріг-Головний між станціями Милорадівка (17 км) та Девладове (13 км). Розташований в однойменному селі та поблизу села Довгівки Криворізького району Дніпропетровської області.

## Історія
Зупинний пункт відкритий 1909 року.
28 листопада 2022 року правління АТ «Укрзалізниця» затвердило Програму дерусифікації інфраструктури залізничного транспорту, в рамках якої передбачено дерусифікувати назву зупинного пункту Спокойствіє на україномовну назву Спокій.

## Пасажирське сполучення
На платформі Спокій зупиняються приміські електропоїзди сполученням Дніпро — Кривий Ріг.